# Vlag van Basel-Landschaft

Vlag van Basel-Landschaft

De vlag van Basel-Landschaft, een kanton in Zwitserland, is vierkant en toont een rode bisschoppelijke kromstaf op een wit veld. De vlag wordt sinds 1832 gebruikt, toen Basel-Landschaft zich van het kanton Bazel, nu Basel-Stadt, afscheidde. De kromstaf stond al op de vlag van Basel-Stadt, maar men besloot dit symbool over te nemen en om te draaien, om aan te geven dat Basel-Landschaft zijn rug keert naar Basel-Stadt. Een andere inspiratiebron voor de vlag is het wapen van Liestal, de hoofdstad van Basel-Landschaft. De zeven rondingen op de kromstaf staan voor de zeven oorspronkelijke districten van het kanton.